# Bates Motel (Film)
Bates Motel ist ein US-amerikanischer Fernsehfilm von Regisseur Richard Rothstein aus dem Jahr 1987. Er ist eine Produktion von Universal TV im Verleih der National Broadcasting Company (NBC) und hatte seine Fernsehpremiere in den USA am 5. Juli 1987. In Deutschland wurde der Film im November 1987 von CIC Video auf VHS veröffentlicht. Seine Fernsehpremiere in Deutschland hatte er erst am 29. Oktober 2005.

## Handlung
Norman Bates lernt in der Heilanstalt den jüngeren Alex West kennen und vermacht ihm sein Motel. Alex investiert viel Zeit und Mühe, um das inzwischen stark heruntergekommene Motel wieder herzurichten. Hilfe erfährt er dabei durch die junge und attraktive Willie. Während der Bauarbeiten wird die Leiche von Mrs. Bates gefunden und beerdigt. Alex ist von nun an von Alpträumen geplagt, in denen er Leichen sieht, die nicht existieren. Auch Mrs. Bates’ Schaukelstuhl setzt sich wie von Geisterhand in Bewegung.
Letztlich stellt sich heraus, dass Alex von dem Anwesen der Bates vertrieben werden soll, was jedoch dank der Unterstützung von Willie und Henry Watson misslingt.

## Handlungsinfo
- Der Film nimmt auf Alfred Hitchcocks Psycho Bezug. Dabei hat Bates Motel keinerlei Verbindung zu den Psycho-Fortsetzungen II, III und IV, sondern baut direkt auf Hitchcocks Original von 1960 auf. Auch fällt der Film durch sein Happy End aus dem Rahmen der Psycho-Filme.
- Ebenfalls anders als in den Psycho-Filmen beschränkt sich Bates Motel auf Grusel- und Schockszenen und enthält weder die Dichte der Originale noch deren psychologischen Rahmen.

## Hintergründe
- Die Dreharbeiten fanden in Burbank, Los Angeles und den Universal City Studios Kalifornien, USA statt.
- Es war eine gleichnamige Serie geplant, das offene Ende und Alex’ Enddialog mit dem Zuschauer selbst lassen das erkennen. Tatsächlich erkannte man beim endgültigen Film die Grundstruktur zweier Episoden. Doch letztlich war Bates Motel ein Flop, und so kam eine Serie nie zustande.[1]
- A&E Network war später mit einer Prequel-Serie zur Geschichte um Norman Bates erfolgreich. Die Fernsehserie wurde in den USA 2013 bis 2017 in fünf Staffeln produziert. Die Serie  Bates Motel erzählt die Geschichte von Norman Bates und seiner Mutter Norma in Anlehnung an den Klassiker von Bloch und Hitchcock aus einer zeitgenössischen Perspektive.